# John Arthur Jacobs
John Arthur Jacobs (13 de abril de 1916 — 13 de dezembro de 2003) foi um físico britânico.
Recebeu a Medalha de Ouro da Royal Astronomical Society de 2002.